# Gymnopleurus thoracicus
Gymnopleurus thoracicus är en skalbaggsart som beskrevs av Edgar von Harold 1868. Gymnopleurus thoracicus ingår i släktet Gymnopleurus och familjen bladhorningar. Inga underarter finns listade i Catalogue of Life.